# ドットライン
ドットライン（英：DOTLINE Inc．）は、千葉県千葉市美浜区に本社を置く日本の会社。千葉県を中心に200拠点以上を展開する千葉最大級の訪問看護、障がい者グループホーム、放課後等デイを運営している地域密着型企業。拠点数はグループ合計で千葉県No1を獲得している（2023年9月時点、東京商工リサーチ調べ）。
社会福祉事業の他に、経営コンサルティング事業、保育事業なども行っている。
2022年、2023年度ベストベンチャー100受賞。

## 概要
高齢者領域では訪問看護を中心に訪問介護、訪問診療などの在宅サービスを、障害者領域ではグループホームの他、放課後等デイ、就労移行支援・自立訓練事業などを運営している。
M&Aで事業を拡大し、在宅以外にも地域包括支援センター、小規模多機能型居宅介護施設等も運営。また、 Vリーグチーム「千葉ドット」も運営している。代表取締役は垣本祐作。
『ドットライン(DOTLINE)』は、代表垣本祐作が紆余曲折を経て、点と点(DOT)が線(LINE)になり繋がったことから由来している。
企業理念は「幸せの循環創造」、「地域の『困った』を『ありがとう』に変える®」を経営スローガンとしている。

## 沿革
- 2011年11月 - 株式会社ドットライン設立。マーケティングコンサルティング事業開始。教材販売事業開始。
- 2014年12月 - 介護保険法に基づく訪問介護事業開始。「夢のまちケア 千葉中央訪問介護事業所」開設。
- 2015年12月 - 介護保険法に基づく居宅介護支援事業開始。「夢のまちケア 千葉中央居宅介護支援事業所」開設。
- 2016年
  - 2月 - 「夢のまちケア 桜木訪問介護事業所」開設。
  - 5月 - 障害者総合支援法に基づく障害福祉サービス事業開始、「夢のまちケア 千葉中央訪問介護事業所」障害福祉サービス指定。
  - 6月 - 「夢のまちケア 桜木訪問介護事業所」障害福祉サービス指定。
- 2017年
  - 3月 - 株式会社コネクト設立。
  - 6月 - 障がい者専門の在宅支援サービス事業の開始、「希望のまち 都町訪問介護事業所」開設。
  - 10月 - 介護保険法・健康保険法に基づく訪問看護事業開始、「夢のまち 訪問看護リハビリステーション都賀」開設。
  - 12月 - 株式会社ブリッジ設立。
- 2018年
  - 1月 - 家政婦紹介事業開始、「夢のまち 家政婦紹介所」開設。
  - 4月 - 児童福祉法に基づく児童発達支援、放課後等デイサービス事業開始、「かがやきのまち 都町教室」開設。
  - 12月 - 本社を移転し、コワーキング・イベントスペース事業開始、「MASH ROOM」開設。
- 2019年
  - 2月 - 障害者総合支援法に基づく共同生活援助（グループホーム）事業開始、「みんなのまち グループホーム」開設、「かがやきのまち 都町第2教室」開設、「夢のまちケア 桜木居宅介護支援事業所」開設。
  - 5月 - 内閣府認可 企業主導型保育事業開始、「みらいのまち 保育園 作草部」 開設。
  - 7月 - 「みらいのまち保育園 鶴沢」開設。
  - 8月 - 「みんなのまちグループホーム 都賀」「みんなのまちグループホーム 都賀第2」開設。
  - 10月 - 「かがやきのまち 千葉中央教室」開設、「みんなのまちグループホーム 千城台西」開設。
  - 11月 - 「みんなのまちグループホーム 加曽利第2」開設。
  - 12月 - 有限会社アペルトが運営する「かなでリハ訪問看護ステーション」を事業譲受により「夢のまち訪問看護リハビリステーション幕張」を開設、「みんなのまちグループホーム みつわ台」「みんなのまちグループホーム みつわ台第2」「みんなのまちグループホーム 千城台東」「みんなのまちグループホーム 星久喜」開設、「夢のまち訪問看護リハビリステーション蘇我」開設。
- 2020年
  - 1月 - 「希望のまち誉田訪問介護事業所」「希望のまち稲毛海岸訪問介護事業所」開設。
  - 2月 - 「夢のまち蘇我訪問介護事業所」開設、宅地建物取引業免許<千葉県知事(1)第17649号>を取得。
  - 4月 - 「かがやきのまち 千葉中央第2教室」開設、宅地建物取引業免許<千葉県知事(1)第17649号>を取得。
  - 5月 - 訪問美容事業開始、訪問美容「BIYORI」開設。
  - 7月 - 「みんなのまちグループホーム 若松町」「みんなのまちグループホーム 若松町第2」「みんなのまちグループホーム 若松町第3」開設。
  - 8月 - 就労移行支援・自立訓練事業開始、「はじまりのまち 千葉駅前センター」開設、「かがやきのまち 千葉中央第3教室」開設。
  - 10月 - 「希望のまち幕張訪問介護事業所」開設。
  - 11月 - 株式会社GFSの株式譲受を実施、地域包括支援センター事業（行政受託事業）、「木更津市富来田地域包括支援センター」を運営、小規模多機能型居宅介護事業/通所介護事業/短期入所生活介護事業「三和の里」「馬来田の太陽」を運営、相談支援事業開始、「希望のまち相談支援事業所」開設、「かがやきのまち(放デイ) 浜野教室」開設、「夢のまち訪問看護リハビリステーション花見川」開設。
  - 12月 - 就労継続支援B型事業開始、「ゆうきのまち 本千葉」開設、「かがやきのまち(児童発達支援) 浜野教室」開設、「かがやきのまち 長沼原教室」開設。
- 2021年
  - 1月 - 「みんなのまちグループホーム 都町/都町第2/都町第3」開設。「希望のまち船堀訪問介護事業所」開設。
  - 2月 - 株式会社IB国際教育研究所が運営する「ノビルキッズ」を事業譲受により「ノビルキッズ 船橋浜町校/船橋習志野校/さぎぬま校/鎌ヶ谷校」「ノビルNEXT さぎぬま校」開設。事業譲受により「みんなのまちグループホーム みつわ台第3」「みんなのまちグループホーム みつわ台第4」「みんなのまちグループホーム 若松町第4」開設。
  - 3月 - 株式会社BLITZが運営する「かえでケア訪問看護リハビリステーションを事業譲受により「夢のまち訪問看護リハビリステーション八千代」開設。「夢のまち訪問看護リハビリステーション稲毛」「夢のまち訪問看護リハビリステーション誉田」開設。「かがやきのまち 蘇我教室」開設。「希望のまち五井訪問介護事業所」「希望のまち千葉ニュータウン訪問介護事業所」開設。「みらいのまち保育園 園生」「みらいのまち保育園 新田町」開設。
  - 4月 - 「ノビルキッズ 蘇我校」開設
  - 5月 - 重症心身型放課後等デイサービス事業開始。「かがやきのまちプラス 蘇我教室」開設。「かがやきのまち 長沼原第2教室」「かがやきのまち 新千葉教室」開設。
  - 6月 - 「みんなのまちグループホーム 千城台北」開設。「希望のまち亀有訪問介護事業所」開設。
  - 7月 - 事業拡大に伴い「海浜幕張ワールドビジネスガーデン」へ本社を移転。「夢のまち訪問看護リハビリステーション船橋」開設。「みんなのまちグループホーム 千城台北第2」開設。
  - 8月 - 「みんなのまちグループホーム 生実」開設。「ゆうきのまち 園生」開設。
  - 9月 - 「みんなのまちグループホーム 生実第2」開設。「夢のまち訪問看護リハビリステーション船橋新高根」開設。「ノビルキッズ 船橋浜町校/船橋習志野校/さぎぬま校」にて児童発達支援事業開始。株式会社 Step To Wellnessが運営する「ウェルネス訪問看護リハビリステーション」を事業譲受により「夢のまち訪問看護リハビリステーション船橋」を移転。
  - 10月 - 「幕張スタークリニック」開設。
  - 11月 - 有限会社ゼロが運営する「デイサービス六実」「輝楽の家六実」「六実居宅介護支援センター」を株式譲渡により運営開始。 「夢のまち訪問看護リハビリステーション四街道」開設。
  - 12月 - 「みんなのまちグループホーム さつきが丘/さつきが丘第2」開設。
- 2022年
  - 2月 - 「夢のまち訪問看護リハビリステーション市原」開設。
  - 3月 - 「希望のまち柏/木更津訪問介護事業所」開設。「みらいのまち保育園 蘇我/四街道」開設。「かがやきのまち 西千葉教室」開設。
  - 4月 - 「みんなのまちグループホーム 道場南第1」開設。「かがやきのまち新検見川教室」開設。「ゆうきのまち蘇我」開設。
  - 5月 - オービックジャパン株式会社が運営する「ケアーズ訪問看護リハビリステーション市原北」を事業譲受により「夢のまち訪問看護リハビリステーション市原八幡」開設。「夢のまちおゆみ野訪問介護事業所」「夢のまち市原八幡居宅介護支援事業所」開設。「希望のまち成田訪問介護事業所」開設。
  - 6月 - 「みんなのまちグループホーム生実第3」「みんなのまちグループホーム道場南第2」開設。「希望のまち川口訪問介護事業所」開設。
  - 7月 - 「みんなのまちグループホーム 浜野第2/浜野第3」開設。
  - 8月 - 「みんなのまちグループホーム道場南第3」開設。「夢のまち訪問看護リハビリステーション千葉ニュータウン」「夢のまち訪問看護リハビリステーション柏」「夢のまち訪問看護リハビリステーション土気」「夢のまち訪問看護リハビリステーションおゆみ野」「夢のまち訪問看護リハビリステーション松戸」「夢のまち訪問看護リハビリステーション千城台」開設。
  - 10月 - 「ゆうきのまち西千葉」開設。「夢のまち訪問看護リハビリステーション佐倉」「夢のまち訪問看護リハビリステーション勝田台」開設。
  - 11月 - 「みんなのまちグループホーム浜野第1/第4」「みんなのまちグループホーム生実第4」開設。「夢のまち訪問看護リハビリステーション行徳」「夢のまち訪問看護リハビリステーション小岩」開設。
  - 12月 - 「船橋スタークリニック」開設。
- 2023年
  - 2月 - 「希望のまち 竜ケ崎訪問介護事業所」開設。
  - 3月 - 「ドットホーム 稲毛駅前（ナーシングホーム）」開設。「みんなのまちグループホーム 生実第5」「みんなのまちグループホーム 朝日ヶ丘/朝日ヶ丘第2」開設。
  - 4月 - 「かがやきのまち あすみが丘」開設。「ゆうきのまち 千葉駅前」開設。「希望のまち 朝霞訪問介護事業所」開設。学校法人清峯学園が運営する「京葉介護福祉専門学校」を事業譲受により「Dot学園」運営開始。
  - 5月 - 「希望のまち 高崎訪問介護事業所」開設。
  - 7月 - 「かがやきのまち おゆみ野教室」開設。「かがやきのまち 高浜教室」開設。「ノビルキッズ 船橋習志野校第2」開設。「希望のまち 沼津石川訪問介護事業所」開設。「希望のまち 調布訪問介護事業所」開設。
  - 8月 - 「みんなのまちグループホーム 北大宮台第1/北大宮台第2」開設。「ドットホーム  園生I/ 園生II（ナーシングホーム）」開設。「夢のまち訪問看護リハビリステーション 船橋」移転。
  - 9月 - 「夢のまち 千葉中央居宅介護支援事業所」移転。
  - 10月 - 「ドットジュニア 浜野（重症心身型放課後等デイサービス）」開設。
  - 11月 - 「ドットホーム 八千代I（ナーシングホーム）」開設。
  - 12月 - 「ドットジュニア 真砂第1教室（児童発達支援・放課後等デイサービス）」開設。「ドットライフ 稲毛駅前（訪問看護）」開設。「ドットライフ 千葉中央（訪問看護）」開設。
- 2024年
  - 1月 - 「ドットステイ 市原姉崎（看護小規模多機能）」開設。「ドットホーム 市原（ナーシングホーム）」開設。「ドットホーム 誉田（ナーシングホーム）」開設。「ドットライフ 市原（訪問看護・リハビリ）」移転。
  - 3月 - 「ドット365 札幌中央（障がい者訪問介護）」開設。「ドット365 仙台大和町（障がい者訪問介護）」開設。「ドット365 松本（障がい者訪問介護）」開設。「生活介護三和の里」開設。
  - 4月 -「ドットホーム 袖ケ浦 （ナーシングホーム）」開設。「ドットホーム 船橋三山（ナーシングホーム）」開設。「ドットホーム 柏（ナーシングホーム）」開設。「ドットホーム 南生実町I・II（障がい者グループホーム）」開設。「ドットステイ 都賀（生活介護）」開設。
  - 5月 -「ドットライフ 新鎌ケ谷（訪問看護・リハビリ）」開設。「ドットライフ 西船橋（訪問看護・リハビリ） 」開設。「ドットライフ 船堀 （訪問看護・リハビリ）」開設。
  - 6月 -「ドットホーム 成田（ナーシングホーム）」開設。「ドットホーム 千城台東II（障がい者グループホーム）」開設。「ドットホーム 千城台東III（障がい者グループホーム）」開設。
  - 7月 -「ドットライフ 流山（訪問看護・リハビリ）」開設。「ドットライフ 白井（訪問看護・リハビリ）」開設。
  - 8月 -「ドットワーク 千葉駅前II（就労移行支援）」開設。
  - 9月 -医療対応型障がい者グループホーム事業開始 。「ドットジュニア 小倉台 教室（児童発達支援・放課後等デイサービス）」開設。「ドットジュニア 新千葉 第2教室（児童発達支援・放課後等デイサービス）」開設。「ドットジュニア 蘇我 第3教室（児童発達支援・放課後等デイサービス）」開設。「ドットジュニア 真砂 第2教室（児童発達支援・放課後等デイサービス）」開設。「ドットジュニア 幕張 第1教室（児童発達支援・放課後等デイサービス）」開設。「ドットホーム 仁戸名（ナーシングホーム）」開設。
  - 10月 -「ドットワーク 千葉みなと（就労継続支援B型）」開設。
  - 11月 -「ドット365 三郷（訪問介護）」開設。「ドットホーム 長沼原（医療対応型障がい者グループホーム）」開設。
  - 12月 -「ドットワーク 海浜幕張WBG（就労継続支援A型）」開設。「ドットステイ 蘇我(医療多機能型生活介護)」開設。「ドットステイ 都賀（医療多機能型生活介護）」開設。「ドットホーム 本千葉（ナーシングホーム）」開設。
- 2025年
  - 1月 - 「ドットワーク 千城台（継続就労支援B型）」開設。
  - 4月 -スポーツ＆エンターテイメント事業開始。「ドットライフ 浦安駅前（訪問看護・リハビリ）」開設。「ドットライフ 取手駅前（訪問看護・リハビリ）」開設。「ドットライフ 柏の葉（訪問看護・リハビリ）」開設。「ドットライフ 新八柱（訪問看護・リハビリ）」開設。「ドットジュニア 都賀 第1教室（児童発達支援・放課後等デイサービス）」開設。「ドットジュニア 東船橋 第1教室（児童発達支援・放課後等デイサービス）」開設。「ドットジュニア 薬円台教室（児童発達支援・放課後等デイサービス）」開設。「ドットステイ 都賀II（医療多機能型生活介護）」開設。
  - 5月 -「ドットライフ 野田（訪問看護・リハビリ）」開設。「ドットライフ 成田（訪問看護・リハビリ）」開設。「ドットライフ 三郷駅前（訪問看護・リハビリ）」開設。「ドットライフ 北千住（訪問看護・リハビリ）」開設。「ドットライフ 錦糸町駅前（訪問看護・リハビリ）」開設。「ドットライフ 東陽町（訪問看護・リハビリ）」開設。「ドットホーム 千城台東IV（障がい者グループホーム）」開設。「ドットホーム 千城台東V（障がい者グループホーム）」開設。「ドットワーク 花見川（就労継続支援B型）」開設。
  - 6月 -「ドットライフ 亀有駅前（訪問看護・リハビリ）」開設。「ドットホーム 成田（医療対応型障がい者グループホーム）」開設。「ドットワーク 土気（就労継続支援B型）」開設。
  - 7月 - Vリーグチーム「千葉ZELVA」のチーム名を「千葉ドット」へ名称変更及びエンブレム・ロゴ刷新[10]。 「ドットジュニア 東船橋 第2教室（児童発達支援・放課後等デイサービス）」開設。「ドットジュニア 四街道 第1教室（児童発達支援・放課後等デイサービス）」開設。
  - 8月 -就労選択支援事業開始。「ドットホーム 都賀 ワンルームI（障がい者グループホーム）」開設。「ドットホーム 都賀 ワンルームII（障がい者グループホーム）」開設。

## グループ会社
- 株式会社ドットラインホールディングス
- 株式会社ドットライン
- 株式会社コネクト
- 株式会社ブリッジ
- 株式会社アイ・ドット
- 株式会社ドットライン・ゼルバ
- 医療法人社団 夢双会
- 学校法人Dot学園
- ドットライン税理士法人
- ドットライン社会保険労務士法人
- 株式会社ニュー・クックリーフ
- 株式会社GFS
- 有限会社ゼロ